# Christoph-Dornier-Stiftung für Klinische Psychologie
Die Christoph-Dornier-Stiftung ist eine Stiftung des Christoph Dornier, eines Sohns des Friedrichshafener Flugzeugbauers Claude Dornier, zur Förderung der Klinischen Psychologie an den Universitäten Bielefeld, Bremen, Düsseldorf, Köln, Marburg, Tübingen sowie in Münster und Nijmegen (NL). Sie bietet an den besagten Standorten auch ambulante Psychotherapie an. Überdies hat die Stiftung in Münster die Christoph-Dornier-Klinik gegründet. 